# Cloramina T
La clorammina T è un composto chimico di formula semistrutturale Na+ [p-Me-C6H4-SO2-N-Cl]-.
A temperatura ambiente si presenta come un solido da bianco a giallo chiaro dall'odore tenue di cloro. È un composto nocivo, corrosivo, allergenico.
Per idrolisi produce p-toluensolfonammide e ione ipoclorito ClO- che, con la sua azione ossidante agisce da battericida. Sciolta in acqua, viene pertanto usata per disinfettare ferite e superfici.
Trova inoltre impiego nell'analisi quantitativa dei cianuri per spettrofotometria, dove viene usata per trasformare gli ioni cianuro in cloruro di cianogeno il quale forma a sua volta un complesso azzurro-blu con piridina e pirazolone.